# Jack Endino

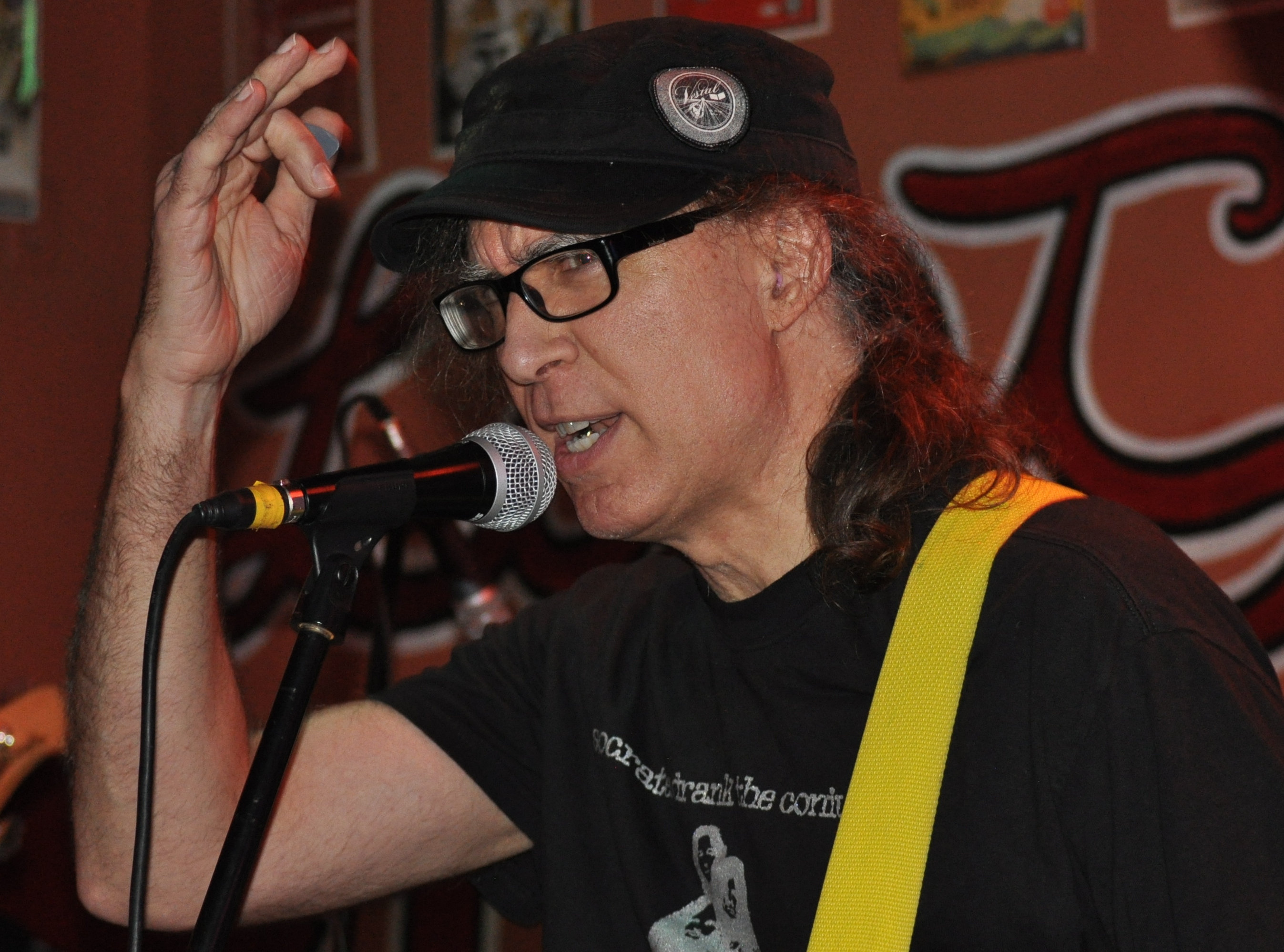

Jack Endino es un productor estadounidense, colaborador en muchos álbumes de comienzos de la etapa grunge de grupos como Soundgarden o Mudhoney. El álbum más famoso que produjo fue Bleach de Nirvana en 1989. Endino también es conocido por haber tocado en Skin Yard, uno de los primeros grupos de grunge disuelto en 1992, dejando paso a una trayectoria musical en solitario que ya ha dado tres discos hasta 2005.
Además, Endino es conocido por trabajar con la banda brasileña Titãs, producir los primeros tres álbumes de la banda mexicana Guillotina y la argentina Banda de la Muerte y las chilenas Casa Tomada, The Ganjas, Sordera, Adelaida, Invernadero, Contradicción, Icarus Gasoline y la cantante Natalia Santander "la Santa".